# Darast (Bad Grönenbach)
Darast ist eine Einöde des Kneippheilbades Bad Grönenbach im Landkreis Unterallgäu in Bayern.

## Geografie

### Lage
Die Einöde liegt knapp vier Kilometer nordöstlich von Bad Grönenbach auf einer Höhe von 645 m ü. NN. Sie ist zweigeteilt, ein Teil liegt auf dem Gemeindegebiet von Bad Grönenbach, der umfangreichere Teil östlich der Kreisstraße MN 22 sowie südlich der Abzweigung in das Kieswerk auf dem Gebiet der Gemeinde Woringen.

### Nachbarorte
An Darast grenzen im Uhrzeigersinn, von Norden beginnend, die Gemeinde Woringen, im Osten das Dorf Dietratried (zu Wolfertschwenden gehörend), sowie die Zellereinöde, Dießlings und Koppenloh.

### Geologie
Darast befindet sich auf Schotter der Würmeiszeit des Pleistozäns. Der Untergrund besteht aus Kies und Sand.

## Wirtschaft und Infrastruktur

### Unternehmen
Auf dem Gebiet der Einöde Darast befindet sich das größte Kiesabbaugebiet Süddeutschlands. Der Abbau erfolgt durch die Firma Allgäu Kies, die das Kieswerk Darast im Jahr 2010 übernommen hat.

### Verkehr
Durch Darast führt die Kreisstraße MN 22 von Woringen im Norden bis Wolfertschwenden im Südosten.